# Jason Isbell
Michael Jason Isbell ( [ˈɪzbʊl] ; Condado de Lauderdale, 1 de fevereiro de 1979) é um cantor, compositor e guitarrista estadunidense. Ele é conhecido por sua carreira solo, seu trabalho com a banda The 400 Unit e como um ex-membro do Drive-By Truckers, com quem tocou por seis anos, de 2001 a 2007. Jason ganhou quatro prêmios Grammy.

## Infância e educação
Jason nasceu em Green Hill, Alabama, a 3 km da divisa entre os estados do Alabama e de Tennessee, filho da designer de interiores Angela Hill Barnett e do pintor de paredes Mike Isbell. A mãe e o pai de Isbell tinham apenas 17 e 19 anos, respectivamente, quando ele nasceu e isso é tema de uma canção dele, "Children of Children". Os pais de Jason se divorciaram e ele tem dois meio-irmãos muito mais novos, Chantry Barnett, junto com Emily e Scott Isbell.
Jason cresceu no norte do Alabama. Seus avós moravam em uma fazenda na estrada, ao lado da escola que Jason frequentava; eles cuidavam dele enquanto seus pais estavam no trabalho. Seu avô e seu tio o ensinaram a tocar vários instrumentos musicais, incluindo o bandolim quando ele tinha 6 anos de idade, pois era mais fácil para ele segurar quando era criança. Eles gostavam de música gospel, música bluegrass e do Grand Ole Opry. No colégio, ele tocou trompete e trompa. A família de Jason se reunia e tocava música todas as semanas, às vezes duas vezes por semana, o que Jason disse ter muito a ver com de onde ele vem e o foco da família na música. O avô paterno de Jason, que veio de uma família musical, era um pastor pentecostal e tocava violão na igreja. Jason passou sua infância frequentando a igreja pentecostal e a Igreja de Cristo, mais rigorosa, que permitia apenas cantar (sem instrumentos musicais).
Jason começou a tocar em uma banda de garagem e uma banda de covers de música country quando tinha 14 ou 15 anos com seu amigo, o compositor Chris Tompkins. Eles tocaram no Grand Ole Opry quando Isbell tinha 16 anos.
Jason foi aluno da Universidade de Memphis, estudando inglês e escrita criativa. Ele não se formou, pois ficou devendo um crédito de educação física.

## Carreira
Quando Jason era adolescente, muitos músicos o colocaram sob sua tutela. Ele conheceu o baixista David Hood, pai do co-fundador do Drive-By Truckers, Patterson Hood, porque Hood estava em Florence, Alabama, e tocava pela cidade nas noites de sexta e sábado em restaurantes e bares locais. A essa altura, Patterson Hood e seu futuro cofundador da Drive-By Truckers, Mike Cooley, eram mais velhos e haviam se mudado da cidade. Jason iria assistir David Hood e outros se apresentarem. Demorou um pouco, mas quando ele finalmente teve coragem de dizer a eles que tocava, eles sentaram com ele e assim nasceu uma amizade e mentoria.
Jason enviou demos e conseguiu um contrato com o FAME Studios de Muscle Shoals, Alabama, quando tinha 21 anos. Trabalhou com o FAME por 15 anos, lançando seu premiado álbum Southeastern. Jason também gravou trechos de álbuns solo no FAME Studios, bem como o álbum The Dirty South, do Drive-By Truckers.

### Drive-By Truckers

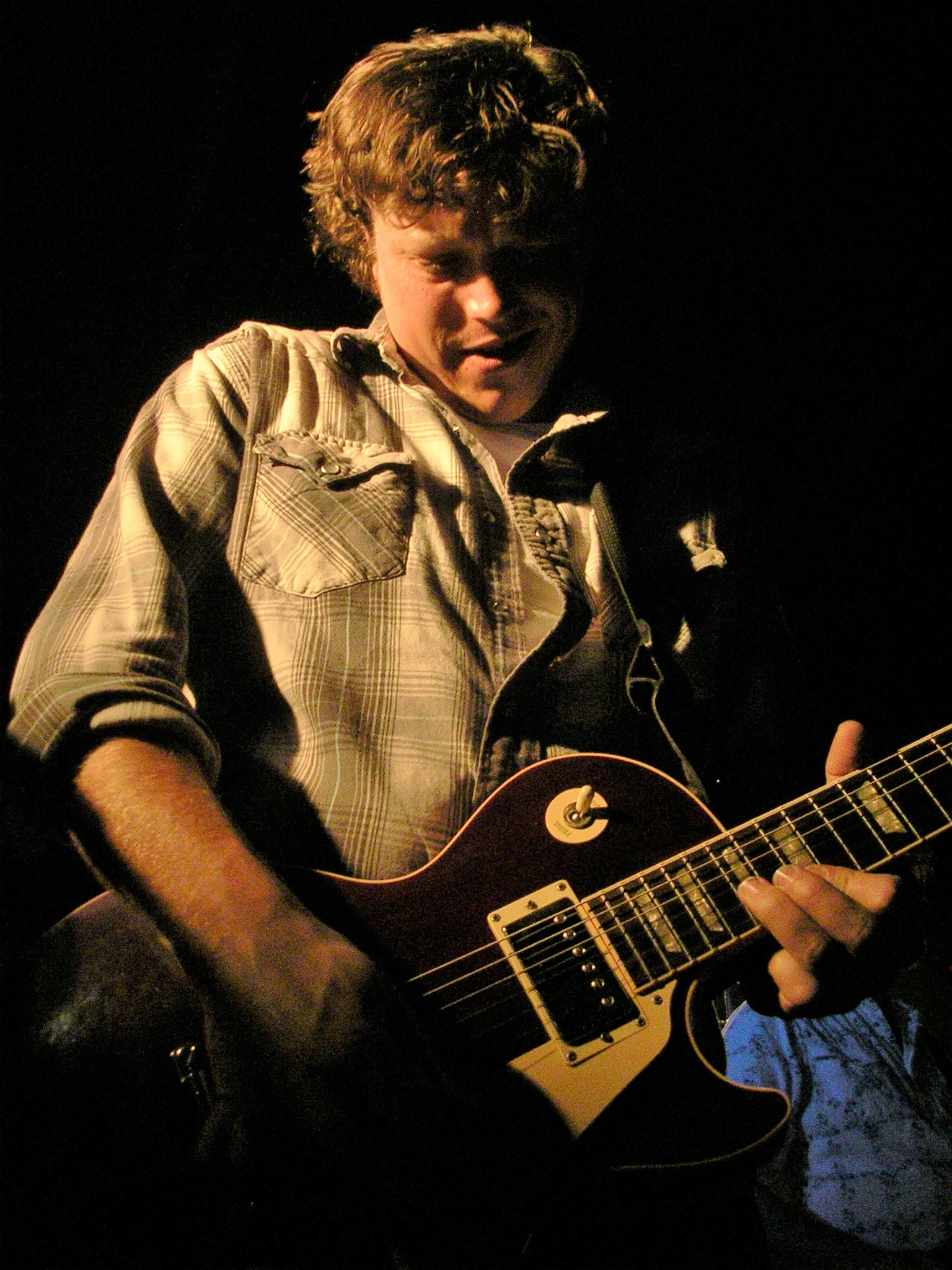
Jason se apresentando com os Drive-By Truckers em Auburn, Alabama, em 2005

Depois de trabalhar como compositor, em 2001, aos 22 anos, Jason se juntou à banda de rock Drive-By Truckers enquanto eles viajavam para divulgar seu álbum Southern Rock Opera. A banda é sediada em Athens, Georgia, onde Jason morou enquanto estava com eles. Patterson Hood lembra que conheceu Jason por meio de Dick Cooper, um amigo em comum de Muscle Shoals. Patterson já conhecia Shonna Tucker e convidou Jason para se juntar ao Drive-By Truckers depois de se juntar ao grupo em uma festa acústica na qual o guitarrista Rob Malone não apareceu.
Jason gravou e contribuiu com várias músicas para os três álbuns seguintes dos Drive-By Truckers: Decoration Day (2003), The Dirty South (2004) e A Blessing and a Curse (2006). No show de 2014Live from Lincoln Center, Jason revelou quea  faixa título do Decoration Day  é uma história real sobre seus parentes.
Na maior parte de seu tempo como membro da banda, Jason foi casado com Shonna Tucker, que se juntou à banda depois de Jason como baixista. Os dois fizeram parte do documentário da banda, The Secret to a Happy Ending. Os dois mais tarde se divorciaram.
Em 5 de abril de 2007, Jason anunciou sua saída dos Drive-By Truckers. No dia seguinte, Patterson Hood confirmou a separação no site oficial da banda. Em sua carta aos fãs, Hood a descreveu como "amigável" e expressou a esperança de que os fãs continuassem a apoiar os Drive-By Truckers, bem como os trabalhos solo de Jason. Jason estava com os Drive-By Truckers havia seis anos.

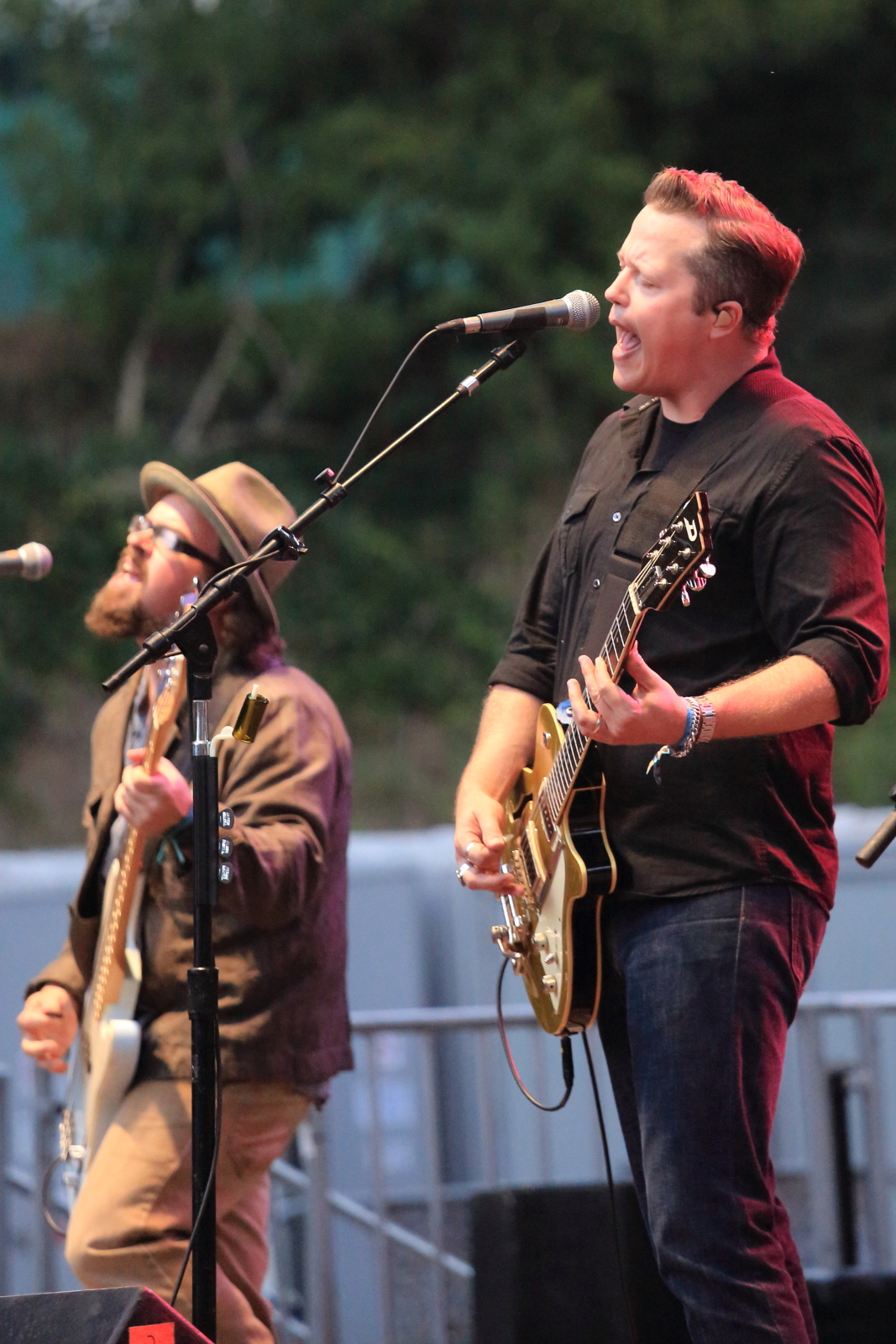
Jimbo Hart (à esquerda) e Jason no Hardly Strictly Bluegrass em São Francisco em 5 de outubro de 2014

Em 15 de junho de 2014, Jason se juntou a Patterson e Mike Cooley para um evento beneficente no Shoals Theatre em Florence, Alabama. A apresentação acústica esgotada foi a primeira vez que Jason se apresentou com seus ex-companheiros de banda desde que eles se separaram em 2007. Em agosto de 2015, Patterson se juntou a Jason no palco e eles tocaram algumas músicas do Drive-By Truckers na nova cidade de Patterson, Portland, Oregon.

### Trabalho solo
Jason lançou seu primeiro álbum solo, Sirens of the Ditch, em 10 de julho de 2007. Em 2012, ele abriu para o cantor e compositor Ryan Adams em sua turnê. Ambos tocaram conjuntos de músicas acústicas a solo.
Em 11 de junho de 2013, Jason lançou seu quarto álbum solo, Southeastern. Produzido por Dave Cobb e com vocais de apoio de Kim Richey e da esposa de Jason, Amanda Shires, Southeastern recebeu críticas positivas, ganhando uma pontuação de 87 no Metacritic. Southeastern levou à vitória de Jason no Americana Music Awards de 2014. Southeastern ganhou o Álbum do Ano; Jason foi eleito Artista do Ano; e a música "Cover Me Up" foi eleita Canção do Ano. O crítico de rock da NPR Ken Tucker listou Southeastern em primeiro lugar em seus dez melhores álbuns de 2013. O disco recebeu elogios de artistas como Bruce Springsteen e John Prine. O videoclipe para "Traveling Alone" apresenta a Jackson House, uma casa histórica em Moulton, Alabama. Em 2014, sua música "Cover Me Up" foi usada no episódio "Visitor" do podcast Welcome to Night Vale.
O quinto álbum solo de Jason, Something More Than Free, foi lançado em 17 de julho de 2015 pela Southeastern Records. Dave Cobb o produziu, dando continuidade à parceria firmada com a Jason na Southeastern. Eles gravaram o álbum no estúdio Sound Emporium em Nashville com uma banda completa. No meio de 2015, Jason fez uma turnê norte-americana para promover o álbum, com quatro noites consecutivas esgotadas no Ryman Auditorium em Nashville no final de outubro. Em abril de 2016, Jason apareceu no programa de música ao vivo da BBC Later With Jools Holland, cantando "The Life You Chose", uma das faixas de Something More Than Free.
Jason disse que em comparação com Southeastern, Something More Than Free tem um sentimento de celebração, que reflete sua futura paternidade e um impulso voltado para o futuro. Uma das faixas do álbum, "To a Band I Loved", é uma carta de amor para a banda Centro-Matic, um grupo agora extinto de Denton, Texas, com quem Jason tocou nos tempos do Drive-By Truckers.
Something More Than Free estreou em primeiro lugar nas paradas de rock, folk e country da revista Billboard. Embora Jason tivesse tido sucesso de crítica no gênero Americana, esta foi a primeira vez que ele recebeu uma classificação tão elevada em todos os gêneros. O álbum foi bem recebido, ganhando dois prêmios Grammy de Melhor Álbum de Americana e Melhor Canção de Raízes Estadunidenses ("24 Frames"). Em 11 de maio de 2016, Jason foi indicado para mais três American Music Honors &amp; Awards: Álbum do Ano ( Something More Than Free ), Canção do Ano ("24 Frames") e Artista do Ano. Ele venceu os dois primeiros, enquanto Chris Stapleton levou o Artista do Ano.

#### Surgimento do The 400 Unit
A banda de Jason, Jason Isbell e The 400 Unit, é composta principalmente por músicos da área de Muscle Shoals, Alabama. A formação é:
- Sadler Vaden, guitarra, vocais de apoio - também de Drivin 'N Cryin'
- Jimbo Hart, baixo, vocais de apoio
- Derry DeBorja, teclado, acordeão, vocais de apoio - ex- Son Volt
- Chad Gamble, bateria, vocal de apoio - irmão de Al Gamble
- Amanda Shires, violino, vocais de apoio

O nome da banda vem de 400 Unit ("Unidade 400), um nome coloquial para a ala psiquiátrica do Hospital Eliza Coffee Memorial em Florence, Alabama. Era originalmente chamada de Unidade 400 porque ficava em um prédio separado do hospital principal de três andares. Após uma reforma na década de 1980, a enfermaria passou a se chamar Centro de Saúde Comportamental, também conhecida como 1st North, e fica no primeiro andar do hospital.
O álbum homônimo de Jason Isbell e The 400 Unit foi lançado em 17 de fevereiro de 2009 pela Lightning Rod Records. Jason Isbell and The 400 Unit foi o segundo lançamento solo de Jason e seu primeiro lançamento com o The 400 Unit. Matt Pence do Centro-Matic co-produziu e projetou o disco, bem como tocou bateria nele.
Jason and the 400 Unit lançaram seu segundo álbum, Here We Rest, em 12 de abril de 2011, pela Lightning Rod Records. O álbum foi produzido e gravado pela banda. A canção "Alabama Pines" foi indicada como Canção do Ano no Americana Music Awards de 2012.
Em 13 de março de 2017, Jason anunciou um novo álbum com o The 400 Unit, The Nashville Sound. O álbum foi lançado em 16 de junho de 2017. Jason e a banda ganharam o Grammy de Melhor Álbum Americana e ele ganhou o Grammy de Melhor Canção de Raízes Estadunidenses na 60ª cerimônia.
Em outubro de 2017, Jason foi anunciado como o artista residente oficial do Country Music Hall of Fame and Museum. Ele fez uma aparição especial no álbum de John Prine de 2018, The Tree of Forgiveness. Ele contribuiu com a balada "Maybe It's Time" para a trilha sonora do filme A Star Is Born 2018, em que foi interpretada pelo personagem do ator Bradley Cooper, Jackson Maine.
Em 11 de fevereiro de 2020, Jason anunciou um novo álbum, Reunions. Foi lançado em 15 de maio de 2020 e mais uma vez produzido por Dave Cobb. Traz os participações especiais de de Jay Buchanan do Rival Sons e David Crosby nos vocais. O anúncio do álbum foi feito junto com o lançamento da primeira música do álbum, "Be Afraid", que alcançou o 5º lugar no Adult Alternative Songs. Além disso, o segundo single, "Dreamsicle", alcançou a posição 20 na mesma parada.
Em 5 de novembro de 2020, Jason anunciou no Twitter que se Joe Biden ganhasse no estado da Geórgia as eleições presidenciais dos Estados Unidos em 2020, ele gravaria um álbum beneficente com regravações de canções de artistas daquele estado, como REM e Gladys Knight. Após a projeção de que Biden havia vencido lá, ele reafirmou no Twitter que estava falando sério e que começaria a trabalhar no álbum em breve. O álbum, intitulado Georgia Blue, foi formalmente anunciado em 14 de setembro de 2021 e planejado para 26 de novembro de 2021.

### Carreira como ator
O primeiro papel de ator de Jason veio em 2016, quando ele estrelou na série animada de TV Squidbillies, fornecendo a voz do pastor Kyle Nubbins. O desenho contou com a participação de outros cantores estadunidenses em participações especiais, incluindo Elizabeth Cook, Todd Snider e os Drive-By Truckers (dos quais Jason era membro), entre outros. Em 2019, Jason teve uma participação especial como um convidado guitarrista num casamento no filme da HBO Deadwood: The Movie.
Em 2021, Jason foi escalado para o próximo filme de Martin Scorsese , Killers of the Flower Moon, como Bill Smith, uma vítima dos assassinatos dos índios Osage. O papel de Jason no filme foi anunciado em 6 de abril de 2021 e marcará sua estreia na telona; o cantor country Sturgill Simpson também foi anunciado como parte do elenco.

## Influências musicais
Jason falou sobre a importância de suas raízes do norte do Alabama: "Definitivamente, não sinto que seria o músico que sou, ou o tipo de compositor, se não tivesse vindo daquele lugar em particular. A música soul que saiu de lá, e muito do rock and roll e da música country com influência do soul que saiu dos estúdios no norte do Alabama nas décadas de 1960 e 1970 teve uma grande influência em mim." Jason disse que trabalhar no FAME Studios era tudo para ele, que era uma porta de entrada para a música que ele queria tocar. Além de citar Neil Young como uma grande influência, Jason é fã do cantor e compositor Ben Howard e do guitarrista Blake Mills.

## Vida pessoal
Isbell foi casado anteriormente com Shonna Tucker, uma colega musicista da comunidade de Muscle Shoals, Alabama, e ex-baixista dos Drive-By Truckers. Jason e Shonna se casaram em 2002.
Jason se casou com a cantora, compositora e violinista Amanda Shires, com quem trabalhou intermitentemente durante uma década, em fevereiro de 2013, dois dias depois de terminarem o disco Southeastern. O músico Todd Snider oficiou seu casamento. O casal tem uma filha, Mercy Rose, nascida em 1 de setembro de 2015.
Em fevereiro de 2012, Amanda Shires, a gerente da Isbell, Traci Thomas e Ryan Adams, iniciaram uma intervenção, levando Isbell a entrar em um programa de tratamento de reabilitação em Cumberland Heights, em Nashville. Isbell tem discutido como ficar sóbrio extensivamente, dizendo que bebeu Jack Daniel's e cocaína durante seu tempo com Drive-By Truckers em seu final de 20 anos - uma época da qual ele não se lembra muito claramente. Southeastern, o álbum solo de Isbell em 2013, reflete seu novo estilo de vida sóbrio.
Jason tem uma tatuagem na parte interna do braço esquerdo com uma citação da letra da canção " Boots of Spanish Leather", de Bob Dylan. Ele disse que a frase o lembra da ideia de resgatar coisas, que para ele evoca a ideia de perda e também de aprender e crescer com a experiência. Durante o Newport Folk Festival 2015, Jason citou Dylan como uma grande influência em sua escrita.
Jason mora em Nashville, Tennessee, desde 2011.

## Discografia

### Álbuns de estúdio
| Título                                                       | Detalhes                                                                                                | Maiores colocações nas paradas | Maiores colocações nas paradas | Maiores colocações nas paradas | Maiores colocações nas paradas | Maiores colocações nas paradas | Maiores colocações nas paradas | Maiores colocações nas paradas | Vendas        |
| Título                                                       | Detalhes                                                                                                | US                             | US Indie                       | US Country                     | US Folk                        | US Rock                        | AUS                            | UK                             | Vendas        |
| ------------------------------------------------------------ | --- | ------------------------------ | ------------------------------ | ------------------------------ | ------------------------------ | ------------------------------ | ------------------------------ | ------------------------------ | ------------- |
| Sirens of the Ditch                                          | - Data de lançamento: 10 de julho de 2007 - Gravadora: New West - Formato(s): CD, LP, download          | —                              | 33                             | —                              | —                              | —                              | —                              | —                              |               |
| Jason Isbell and The 400 Unit (com o The 400 Unit)           | - Data de lançamento: 17 de fevereiro de 2009 - Gravadora: Lightning Rod - Formato(s): CD, LP, download | 131                            | 17                             | —                              | —                              | —                              | —                              | —                              |               |
| Here We Rest (com o The 400 Unit)                            | - Data de lançamento: 12 de abril de 2011 - Gravadora: Lightning Rod - Formato(s): CD, LP, download     | 79                             | 15                             | —                              | —                              | 24                             | —                              | —                              |               |
| Southeastern                                                 | - Data de lançamento: 11 de junho de 2013 - Gravadora: Southeastern - Formato(s): CD, LP, download      | 23                             | 5                              | —                              | —                              | 7                              | —                              | —                              | - US: 148,000 |
| Something More Than Free                                     | - Data de lançamento: 17 de julho de 2015 - Gravadora: Southeastern - Formato(s): CD, LP, download      | 6                              | 2                              | 1                              | 1                              | 1                              | 32                             | 17                             | - US: 143,000 |
| The Nashville Sound (com o The 400 Unit)                     | - Data de lançamento: 16 de junho de 2017 - Gravadora: Southeastern - Formato(s): CD, LP, download      | 4                              | 1                              | 1                              | 1                              | 1                              | 30                             | 26                             | - US: 152,500 |
| Reunions (com o The 400 Unit)                                | - Data de lançamento: 8 de maio de 2020 - Gravadora: Southeastern - Formato(s): CD, LP, download        | 9                              | 1                              | 1                              | 1                              | 1                              | 19                             | 18                             |               |
| Georgia Blue (com o The 400 Unit)                            | - Data de lançamento: 15 de outubro de 2021 - Gravadora: Southeastern - Formato(s): CD, LP, download    | A ser lançado                  | A ser lançado                  | A ser lançado                  | A ser lançado                  | A ser lançado                  | A ser lançado                  | A ser lançado                  | A ser lançado |
| "—" indica lançamentos que não atingiram a parada em questão | |                                |                                |                                |                                |                                |                                |                                |               |

### Álbuns ao vivo
| Título                                                                  | Detalhes                                                                        | Peak positions | Peak positions | Peak positions | Peak positions | Vendas        |
| Título                                                                  | Detalhes                                                                        | US             | US Indie       | US Vinyl       | US Taste       | Vendas        |
| ----------------------------------------------------------------------- | ------------------------------------------------------------------------------- | -------------- | -------------- | -------------- | -------------- | ------------- |
| Live at Twist & Shout 11.16.07                                          | - Data de lançamento: 15 de dezembro de 2008 - Gravadora: New West Records      | —              | —              | —              | —              |               |
| Live from Alabama                                                       | - Data de lançamento: 19 de novembro de 2012 - Gravadora: Lightning Rod Records | —              | 27             | —              | 16             |               |
| Live from Welcome to 1979 (exclusive release for Record Store Day 2017) | - Data de lançamento: 22 de abri de 2017 - Gravadora: Thirty Tigers             | —              | 10             | 5              | 8              |               |
| Live from the Ryman                                                     | - Data de lançamento: 19 de outubro de 2018 - Gravadora: Thirty Tigers          | 38             | —              | —              | —              | - EUA: 19,800 |
| "—" indica lançamentos que não atingiram a parada em questão            |                                                                                 |                |                |                |                |               |

### Singles
| Ano  | Título                                                                    | Gravadora                              |
| ---- | ------------------------------------------------------------------------- | -------------------------------------- |
| 2015 | Sea Songs por Jason Isbell e Amanda Shires "I Follow Rivers" e "Mutineer" | Southeastern Records (somente digital) |

### Videoclipes
| Ano  | Vídeo                 | Diretor                        |
| ---- | --------------------- | ------------------------------ |
| 2011 | "Alabama Pines"       |                                |
| 2013 | "Traveling Alone"     | James Weems                    |
| 2014 | "Super 8"             |                                |
| 2015 | "24 Frames"           |                                |
| 2017 | "If We Were Vampires" | Joshua Britt & Neilson Hubbard |

### Como produtor
| Ano  | Álbum               | Artista           | Gravadora           |
| ---- | ------------------- | ----------------- | ------------------- |
| 2012 | Burn. Flicker. Die. | American Aquarium | Last Chance Records |
| 2019 | Fever Breaks        | Josh Ritter       | Pytheas Recordings  |

## Filmografia
| Ano     | Obra                       | Papel                             | Nota                            | Ref.   |
| ------- | -------------------------- | --------------------------------- | ------------------------------- | ------ |
| 2016–17 | Squidbillies               | Pastor Nubbins / Reverend (voice) | 5 episódios                     |        |
| 2019    | Deadwood: The Movie        | Wedding Guest                     | filme televisivo; não-creditado |        |
| TBA     | Killers of the Flower Moon | Bill Smith                        | Filme                           | [ 57 ] |

## Prêmios e indicações

### Americana Music Honors&amp; Awards
| Ano  | Categoria        | Trabalho indicado             | Resultado |
| ---- | ---------------- | ----------------------------- | --------- |
| 2009 | Álbum do Ano     | Jason Isbell and The 400 Unit | Indicado  |
| 2012 | Canção do Ano    | "Alabama Pines"               | Venceu    |
| 2012 | Álbum do Ano     | Here We Rest                  | Indicado  |
| 2012 | Artista do Ano   | Jason Isbell                  | Indicado  |
| 2014 | Canção do Ano    | "Cover Me Up"                 | Venceu    |
| 2014 | Álbum do Ano     | Southeastern                  | Venceu    |
| 2014 | Artista do Ano   | Jason Isbell                  | Venceu    |
| 2015 | Artista do Ano   | Jason Isbell                  | Indicado  |
| 2016 | Álbum do Ano     | Something More Than Free      | Venceu    |
| 2016 | Canção do Ano    | "24 Frames"                   | Venceu    |
| 2016 | Artista do Ano   | Jason Isbell                  | Indicado  |
| 2017 | Artista do Ano   | Jason Isbell                  | Indicado  |
| 2018 | Artista do Ano   | Jason Isbell                  | Indicado  |
| 2018 | Álbum do Ano     | The Nashville Sound           | Venceu    |
| 2018 | Duo/Grupo do Ano | Jason Isbell & the 400 Unit   | Venceu    |
| 2018 | Canção do Ano    | "If We Were Vampires"         | Venceu    |

### Country Music Association Awards
| Ano  | Categoria    | Trabalho indicado   | Resultado |
| ---- | ------------ | ------------------- | --------- |
| 2017 | Álbum do Ano | The Nashville Sound | Indicado  |

### Country Music Hall of Fame
| Ano  | Categoria         | Trabalho Indicado | Resultado |
| ---- | ----------------- | ----------------- | --------- |
| 2017 | Artista residente | N / D             | Venceu    |

### Daytime Emmy Awards
| Ano  | Categoria                                            | Trabalho indicado                                          | Resultado |
| ---- | ---------------------------------------------------- | ---------------------------------------------------------- | --------- |
| 2018 | Outstanding Musical Performance in a Daytime Program | "Cumberland Gap"/"If We Were Vampires" on CBS This Morning | Indicado  |

### Grammy
| Ano  | Categoria                          | Trabalho indicado        | Resultado |
| ---- | ---------------------------------- | ------------------------ | --------- |
| 2016 | Melhor Canção de Raízes Americanas | "24 Frames"              | Venceu    |
| 2016 | Melhor Álbum de Americana          | Something More Than Free | Venceu    |
| 2018 | Melhor Canção de Raízes Americanas | "If We Were Vampires"    | Venceu    |
| 2018 | Melhor Álbum de Americana          | The Nashville Sound      | Venceu    |

### UK Americana Awards
Jason recebeu duas indicações.
| Ano  | Categoria                    | Trabalho indicado   | Resultado |
| ---- | ---------------------------- | ------------------- | --------- |
| 2018 | Álbum Internacional do Ano   | The Nashville Sound | Venceu    |
| 2016 | Artista Internacional do Ano | Jason Isbell        | Venceu    |

## Mídia doméstica
- Weissman, Barr, Patterson Hood, Mike Cooley, Shonna Tucker, Brad Morgan, John Neff, and Jason Isbell. The Secret to a Happy Ending: A Documentary About the Drive-By Truckers. New York: ATO Records, 2011. (DVD de um documentário de 2009)